# Station Tordera
Tordera is een station van Rodalies Barcelona, bediend door lijn R1. Het is gelegen in de gelijknamige plaats.
Tordera is het eerste station dat afgescheiden is van de kustplaatsen. De Maresme-lijn heeft namelijk vanaf Badalona tot aan Blanes langs de kust gereden en station Tordera is het eerste station dat zich verder in het binnenland bevindt.

## Lijnen
| Eindbestemming                          | Vorig station | Lijn | Volgend station  | Eindbestemming   |
| --------------------------------------- | ------------- | ---- | ---------------- | ---------------- |
| Molins de Rei L'Hospitalet de Llobregat | Blanes        |      | Maçanet-Massanes | Maçanet-Massanes |